# Espai-temps asimptòticament pla
Un espai-temps asimptòticament pla és una varietat lorentziana en què, a grans trets, la curvatura s'anul·la a grans distàncies d'alguna regió, de manera que a grans distàncies, la geometria esdevé indistingible de la de l'espai-temps de Minkowski.
Tot i que aquesta noció té sentit per a qualsevol varietat lorentziana, s'aplica més sovint a un espai-temps que es troba com a solució a les equacions de camp d'alguna teoria mètrica de la gravitació, en particular la relativitat general. En aquest cas, podem dir que un espai-temps asimptòticament pla és aquell en què el camp gravitatori, així com qualsevol matèria o altres camps que puguin estar presents, esdevenen insignificants en magnitud a grans distàncies d'alguna regió. En particular, en una solució de buit asimptòticament plana, el camp gravitatori (curvatura) esdevé insignificant a grans distàncies de la font del camp (normalment algun objecte massiu aïllat com ara una estrella).

## Importància intuïtiva
La condició de planitud asimptòtica és anàloga a condicions similars en matemàtiques i en altres teories físiques. Aquestes condicions indiquen que algun camp físic o funció matemàtica s'anul·la asimptòticament en un sentit adequat.
En relativitat general, una solució de buit asimptòticament plana modela el camp gravitatori exterior d'un objecte massiu aïllat. Per tant, aquest espai-temps es pot considerar com un sistema aïllat: un sistema en què es poden negligir les influències exteriors. De fet, els físics poques vegades imaginen un univers que contingui una sola estrella i res més quan construeixen un model asimptòticament pla d'una estrella. Més aviat, estan interessats en modelar l'interior de l'estrella juntament amb una regió exterior en la qual es puguin negligir els efectes gravitacionals deguts a la presència d'altres objectes. Com que les distàncies típiques entre els cossos astrofísics solen ser molt més grans que el diàmetre de cada cos, sovint podem sortir-nos-en amb aquesta idealització, que normalment ajuda a simplificar enormement la construcció i l'anàlisi de solucions.

## Definicions formals
Una varietat {\displaystyle M} és asimptòticament simple si admet una compactació conforme {\displaystyle {\tilde {M}}} de manera que cada geodèsica nul·la en {\displaystyle M} té extrems futurs i passats al límit de {\displaystyle {\tilde {M}}}.
Com que aquest últim exclou els forats negres, es defineix una varietat feblement asimptòticament simple com una varietat {\displaystyle M} amb un conjunt obert {\displaystyle U\subset M} isomètric a un veïnat del límit de {\displaystyle {\tilde {M}}}, on {\displaystyle {\tilde {M}}} és la compactació conforme d'alguna varietat asimptòticament simple.
Una varietat és asimptòticament plana si és feblement asimptòticament simple i asimptòticament buida en el sentit que el seu tensor de Ricci s'anul·la en un entorn de la frontera de {\displaystyle {\tilde {M}}}.

## Alguns exemples i no exemples
Només els espai-temps que modelen un objecte aïllat són asimptòticament plans. Moltes altres solucions exactes familiars, com ara els models FRW, no ho són.
Un exemple simple d'un espai-temps asimptòticament pla és la solució mètrica de Schwarzschild. Més generalment, la mètrica de Kerr també és asimptòticament plana. Però una altra generalització ben coneguda del buit de Schwarzschild, l'espai de Taub-NUT, no és asimptòticament pla. Una generalització encara més simple, la solució mètrica de De Sitter-Schwarzschild, que modela un objecte massiu amb simetria esfèrica immers en un univers de De Sitter, és un exemple d'un espai-temps asimptòticament simple que no és asimptòticament pla.
D'altra banda, hi ha grans famílies importants de solucions que són asimptòticament planes, com ara les mètriques AF Weyl i les seves generalitzacions rotatives, els buits AF Ernst (la família de totes les solucions de buit axisimètriques i asimptòticament planes estacionàries). Aquestes famílies vénen donades per l'espai de solucions d'una família molt simplificada d'equacions diferencials parcials, i els seus tensors mètrics es poden escriure en termes d'una expansió multipolar explícita.

## Una definició dependent de coordenades
La manera més senzilla (i històricament la primera) de definir un espai-temps asimptòticament pla assumeix que tenim un diagrama de coordenades, amb coordenades {\displaystyle t,x,y,z}, que lluny de l'origen es comporta de manera molt semblant a una carta cartesiana en l'espai-temps de Minkowski, en el sentit següent. Escriu el tensor mètric com la suma d'un fons de Minkowski (físicament inobservable) més un tensor de pertorbació, {\displaystyle g_{ab}=\eta _{ab}+h_{ab}}, i estableix {\displaystyle r^{2}=x^{2}+y^{2}+z^{2}}. Aleshores requerim:
- {\displaystyle \lim _{r\rightarrow \infty }h_{ab}=O(1/r)}
- {\displaystyle \lim _{r\rightarrow \infty }h_{ab,p}=O(1/r^{2})}
- {\displaystyle \lim _{r\rightarrow \infty }h_{ab,pq}=O(1/r^{3})}

Una raó per la qual requerim que les derivades parcials de la pertorbació decaiguin tan ràpidament és que aquestes condicions resulten implicar que la densitat d'energia del camp gravitatori (en la mesura que aquesta noció una mica nebulosa té sentit en una teoria mètrica de la gravitació) decau com {\displaystyle O(1/r^{4})}, cosa que seria físicament sensata. (En l'electromagnetisme clàssic, l'energia del camp electromagnètic d'una càrrega puntual decau com {\displaystyle O(1/r^{4})}.)

## Una definició sense coordenades
Al voltant de 1962, Hermann Bondi, Rainer K. Sachs i altres van començar a estudiar el fenomen general de la radiació d'una font compacta en la relativitat general, que requereix definicions més flexibles de planitud asimptòtica. El 1963, Roger Penrose va importar de la geometria algebraica la innovació essencial, ara anomenada compactació conforme, i el 1972, Robert Geroch la va utilitzar per evitar el complicat problema de definir i avaluar adequadament els límits adequats en la formulació d'una definició veritablement lliure de coordenades de la planitud asimptòtica. En el nou plantejament, un cop tot està configurat correctament, només cal avaluar les funcions en un lloc geomètric per verificar la planitud asimptòtica.

## Aplicacions
La noció de planitud asimptòtica és extremadament útil com a condició tècnica en l'estudi de solucions exactes en la relativitat general i teories afins. Hi ha diverses raons per això:
- Els models de fenòmens físics en la relativitat general (i teories físiques afins) generalment sorgeixen com a solució de sistemes apropiats d'equacions diferencials, i assumir planitud asimptòtica proporciona condicions de contorn que ajuden a establir i fins i tot a resoldre el problema de valor de contorn resultant.
- En les teories mètriques de la gravitació com la relativitat general, normalment no és possible donar definicions generals de conceptes físics importants com la massa i el moment angular; tanmateix, assumir la planitud asimptòtica permet emprar definicions convenients que tenen sentit per a solucions asimptòticament planes.
- Tot i que això és menys obvi, resulta que invocar la planitud asimptòtica permet als físics importar conceptes matemàtics sofisticats de la geometria algebraica i la topologia diferencial per tal de definir i estudiar característiques importants com ara els horitzons d'esdeveniments que poden ser o no presents.